# Battlefield 3
Battlefield 3 (également nommé BF3) est un jeu vidéo de tir à la première personne édité par Electronic Arts et développé par DICE, partie intégrante de la série Battlefield, commercialisé le 25 octobre 2011 en Amérique du Nord et le 27 octobre 2011 en Europe sur Microsoft Windows, PlayStation 3 et Xbox 360, ainsi qu'une version EA Mobile confirmée sur plateforme iOS. Il fait suite à Battlefield 2, uniquement commercialisé sur PC en 2005.
Il reprend les nouveautés apportées par les spin-off Battlefield: Bad Company ainsi qu'une partie technique du jeu Mirror's Edge. Les développeurs du jeu se sont servis des technologies conçues pour les séries FIFA et NBA Street, deux franchises de EA Sports. Electronic Arts a mis en place une campagne de publicité massive, visant à affronter la franchise Call of Duty.
Le 4 novembre 2011, soit 10 jours après sa sortie aux États-Unis, plus de 5 millions d'exemplaires du jeu ont été vendus.

## Système de jeu
Battlefield 3 comprend un mode campagne, des missions de coopération ainsi que des modes multijoueurs. Plusieurs éléments absents des deux jeux Bad Company sont réintroduits dans Battlefield 3, tels que les avions de combat, la possibilité de s'allonger et les serveurs de 64 places,. Pour s'adapter aux performances plus limitées des consoles, la taille des cartes est plus limitée sur Xbox 360 et PS3, le nombre de joueurs est aussi réduit à 24 joueurs. seul l'espace aérien reste similaire.
Dans une interview du magazine Game Informer, EA indique que le mode commandant de Battlefield 2 n'est pas inclus dans ce jeu ce qui a valu quelques critiques sur le forum officiel d'EA.
Les cartes du jeu prennent place à Paris, Téhéran, Amol, Sarajevo, Souleimaniye, New York, Wake Island et Oman. Les combats se déroulent aussi bien dans des zones urbaines que de grandes plaines et permettent l'utilisation de véhicules.
Les Cartes de base du jeu Battlefield 3 :
Opération Métro / Frontière Caspienne / Kharg / Canaux de Noshar / Opération tempête de feu
Grand Bazar / Autoroute de Téhéran / Pic de Damavand / Traversée de la Seine
La version PC de Battlefield 3 se base sur Battlelog, une plateforme sociale gratuite permettant de communiquer avec ses contacts, de rejoindre une partie dans laquelle ils jouent et de consulter les statistiques de jeu.

### Mode coopératif
Une démo présentant le nouveau mode co-op a été présentée au Gamescom 2011. Le directeur de DICE, Karl Magnus Troedsson a ainsi annoncé que l'écran séparé ne serait pas possible dans ce mode. Battlelog permettra de comparer son score avec celui de ses contacts.
Dans ce mode de coopération, vous pourrez, une fois connecté bien entendu, demander à un ami en ligne de le rejoindre pour effectuer des missions inédites, celles-ci vous rapportant de l'expérience du Mode Co-op et vous permettant d'obtenir de nouvelles armes très efficaces.
Les différentes armes accessibles grâce à ce mode de jeu :
- 5 000 pts : MP412 Rex (Revolver / Tous les kits) ;
- 17 000 pts : KH2002 (Fusil d'assaut / Classe Assaut) ;
- 56 000 pts : MP7 (Mitraillette de contact / Tous les kits) ;
- 75 000 pts : M39 EMR (Fusil de précision semi-automatique / Classe Éclaireur) ;
- 90 000 pts : 93 Raffica (Pistolet semi-automatique (3 balles) / Tous les kits) ;
- 120 000 pts : SG553 (Carabine / Classe ingénieur) ;
- 140 000 pts : G3A3 (Fusil d'assaut / Classe Assaut).

### Multijoueur
Les parties multijoueurs de Battlefield 3 permettent d'incarner quatre classes différentes : Assaut, Soutien, Ingénieur, et Éclaireur.
La classe Assaut a pour but de réanimer ses coéquipiers morts au combat à l'aide d'un défibrillateur ou de restaurer la santé de ses coéquipiers à l'aide de medikits. Le Soutien doit donner des caisses de munitions à ses camarades, et dispose d'équipements explosifs comme la claymore, le mortier, ou le C4, idéal contre les véhicules. L' Ingénieur est spécialisé dans la destruction et dans la réparation des véhicules. Il a d'ailleurs un chalumeau, qui fait office de réparateur pour tous les véhicules (et peut servir d'arme contre les ennemis). Pour lutter contre les véhicules ennemis, l'Ingénieur dispose d'un lance-roquette et de mines. Enfin, l’Éclaireur joue le rôle d'un sniper : il sert à repérer les lieux, grâce à ses gadgets, comme le micro-drone, le détecteur de mouvement "DAS", ou le marqueur laser.
Les armes peuvent être personnalisées avec des accessoires tels qu'un bipied ou un silencieux. Toutes les classes peuvent équiper leurs armes de torches ou autres lasers permettant d'aveugler les joueurs adverses ou d'éclairer les zones sombres,.
Plusieurs modes de jeux sont disponibles : 
- Conquête, Ruée, Ruée en Escouade, Match à mort en escouade, Match à mort par équipe.
- Conquête et domination et Maître d'arme (sur les maps du contenu téléchargeable "Close Quarters").
- Supériorité Écrasante (seulement sur les maps du contenu téléchargeable "Armored Kill").
- Le mode Pillard (pack de contenu "Aftermath").
- Enfin dans le dernier DLC "End Game", le mode Capture de drapeau est apparu, ainsi que le mode Supériorité Aérienne, dans lequel le but est de capturer des drapeaux dans les airs en pilotant un avion de chasse.

Le match à mort par équipe fait sa réapparition après avoir disparu de la série Battlefield depuis Battlefield 1942.
Contrairement aux versions Xbox 360 et PlayStation 3, la version PC ne comprend pas de menu propre au jeu. Le jeu se lance via le site interne Battlelog.

## Synopsis

### Personnages
- Sergent Henry "Black" Blackburn : un soldat du 1er bataillon de reconnaissance des Marines, le protagoniste de l'histoire.
- Vice-caporal Christian Matkovic : c'est l'un des équipiers de Blackburn. On peut le reconnaître au M136 AT4 qu'il a en bandoulière. Il est tué avec Campo par un SU-25 Frogfoot.
- Vice-caporal David "Dave" Montes : un autre équipier de Blackburn. C'est le mitrailleur de l'équipe. Il fut tué d'une balle de .44 magnum par Solomon.
- Sergent-chef Steve Campo : il dirige l'escouade. Blackburn prend le relais à sa mort. Il est tué avec Matkovic par un SU-25 Frogfoot.
- Capitaine Quinton Cole: c'est le supérieur de l'escouade de Blackburn. Il est opportuniste et court après la promotion, même au prix de la vie de ses hommes.
- Première classe Jack Chaffin : c'est un autre équipier de Blackburn. Blessé par un sniper du PLR. Il est avec Blackburn le seul survivant de l'escouade Misfit 1-3.
- Sergent Jonathan "Jono" Miller : un opérateur de Char de combat, ayant participé à une opération contre le PLR pour soutenir les troupes américaines à Téhéran[16]. Il est capturé et tué par le PLR à la suite de cette opération.
- Ingham : équipier de Miller.
- Lieutenant Jennifer "Colby" Hawkins : une pilote de F-18 de l'aéronavale américaine ayant participé dans une opération au-dessus de Téhéran.
- Dimitri "Dima" Mayakovsky : un Spetnaz du GRU déployé à Paris et au Nord de l'Iran pour stopper une menace nucléaire.
- Solomon : le principal antagoniste de l'histoire. Il a travaillé pour le PLR, Al Bashir, Kaffarov et la CIA.
- Faruk Al Bashir : chef du PLR en Iran. Il travaille avec Solomon et Kaffarov.
- Amir Kaffarov : trafiquant d'armes russe. Il travaille avec Solomon et Al Bashir.
- Kiril : un Spetnaz des GRU. Il travaille avec Dima et Vladimir.
- Vladimir Kamarivsky : un Spetnaz des GRU. Il travaille avec Dima et Kiril. Il se fera empaler par une barre de fer au cours de la tentative pour arrêter l'attentat nucléaire sur Paris.

### Scénario
En 2014, le sergent Henry Blackburn, de l'escouade Misfit 1-3, est envoyé par le capitaine Quinton Cole avec ses équipiers David Montes, Steve Campo, Christian Matkovic et Jack Chaffin dans une mission pour localiser et ramener l'escouade Viper des marines, qui était en patrouille. Au cours de la mission, des secousses sismiques se font sentir. Chaffin est blessé par un sniper du PLR. Quelques minutes plus tard, alors qu'une attaque du PLR a lieu, un séisme frappe la ville. C'est à moitié enseveli sous les décombres que Blackburn aperçoit pour la première fois un agent du PLR, Solomon. Après une extraction, l'unité Misfit 1-3 apprend que le PLR et son chef Faruk Al-Bashir ont profité du séisme qui a frappé aussi bien l'Irak que l'Iran pour lancer un coup d'état et prendre le pouvoir à Téhéran, provoquant l'invasion du pays par les États-Unis. Par conséquent, Blackburn et son escouade sont ensuite envoyés à Téhéran trois mois plus tard pour appréhender Al-Bashir. Pendant leurs recherches, l'unité Misfit 1-3 découvre dans une banque un conteneur pour trois têtes nucléaires russes, mais deux des trois têtes sont manquantes. Dépassé par les événements, l'escouade demande du soutien. C'est un convoi de M1 Abrams mené par le Sergent Jonathan Miller qui est déployé pour extraire l'escouade de Blackburn. Pendant l'extraction de l'escouade par hélicoptère, Miller est capturé, puis filmé et exécuté par Solomon.
Plus tard, Blackburn et son escouade tentent de capturer Al-Bashir et constatent que Solomon l'a trahi. Avant de mourir, Al-Bashir révèle le plan de faire exploser les têtes nucléaires. Peu après, l'équipe de Blackburn croise et poursuit un vendeur d'armes du nom de Kaffarov qui travaillait avec Solomon. Durant la poursuite, ils rencontrent des troupes parachutistes russes tentant aussi de capturer Kaffarov. Les forces russes s'en prennent à l'équipe de Blackburn, un chasseur russe tue Matkovic et Campo. Le commandant des troupes russes, Dimitri "Dima" Mayakovsky, interroge Kaffarov et révèle le plan de Solomon à Blackburn. Cole, le commandant, arrive et tente d'arrêter Mayakovsky. Blackburn tire alors sur Cole pour laisser Dima s'échapper. À cause de cela, Blackburn est capturé et interrogé par des agents de la CIA auxquels il explique toute l'histoire par le biais de flashbacks. Pendant ce temps, Dima tente de stopper l'attaque sur Paris mais échoue et est emporté dans l'explosion avec son équipe (il survit à l'explosion mais a été gravement exposé à la radioactivité). Les agents de la CIA ne croient pas l'histoire de Blackburn car Solomon est un informateur de la CIA et ne pourrait donc pas être lié à des opérations terroristes. Ils pensent que c'est la Russie qui est responsable de ces attaques.
Sans aucun autre choix, Blackburn et Montes, le seul survivant de son équipe, s'échappent afin de stopper l'attaque sur New York. Blackburn parvient à tuer Solomon et récupérer la tête nucléaire juste à temps. Malheureusement, Montes mourra dans l'opération, tué par Solomon d'une balle de .44 Magnum dans la tête.

## Développement
Le choix de plateforme de développement Battlefield 3 s'est porté sur l'ordinateur plutôt que sur console,.
Les versions Xbox 360 et PC sont vendues sur deux DVD en raison de la capacité limitée du support tandis que la version PS3 est disponible sur un seul disque Blu-ray.
Battlefield 3 utilise le moteur graphique Frostbite 2. Il s'agit d'une nouvelle version de Frostbite qui permet d'ajouter plus de réalisme aux décors et à la destruction des bâtiments.
Les versions sur console sont légèrement bridés, le moteur graphique n'est donc pas utilisé à son maximum. La destruction est ainsi moins présente, les jeux de lumière moins saisissants, et le nombre de joueurs sur les parties en ligne est également inférieur.
D'après les développeurs et aux vues des caractéristiques, les consoles Next Gen pourront faire tourner les jeux Battlefield 3 et Battlefield 4 en qualité « Medium », contrairement aux précédentes consoles, où la version bridée correspondait approximativement à une qualité « Very Low » / « Low » des graphismes du jeu, rendant ainsi le crénelage particulièrement visible.
Battlefield 3 utilise un nouveau type d'animation de personnage appelé ANT. La technologie ANT est utilisée par les jeux EA Sports  tels que FIFA, mais a été adaptée pour permettre de rendre les soldats plus réalistes. Ainsi, la tête de ces derniers tourne toujours avant leur corps.

### Wii U
Le 7 juin 2011, durant la conférence de presse Nintendo de l'E3 2011, John Riccitiello d'Electronic Arts a exprimé son intérêt pour le futur système de Nintendo : la Wii U. Le producteur exécutif de Battlefield 3, Patrick Liu, a toutefois indiqué que DICE n’avait actuellement aucun projet portant sur la Wii U et que Battlefield 3 n'y verrait probablement jamais le jour.

### Bêta
Une version bêta du jeu est sortie le 29 septembre 2011 pour tous les supports et s'est terminé le 10 octobre 2011. Les joueurs ayant pré-commandé l'édition limitée de Battlefield 3 via Origin ont pu bénéficier d'un accès 48 heures avant l'ouverture.

### Audio
La bande originale est sortie de 24 octobre 2011, la veille de la sortie du jeu. Elle est disponible sur iTunes et Amazon.com.
Toute la musique est composée par Johan Skugge & Jukka Rintamäki.
| Battlefield 3 (Original Video Game Soundtrack) | Battlefield 3 (Original Video Game Soundtrack) | Battlefield 3 (Original Video Game Soundtrack) | Battlefield 3 (Original Video Game Soundtrack) | Battlefield 3 (Original Video Game Soundtrack) | Battlefield 3 (Original Video Game Soundtrack) | Battlefield 3 (Original Video Game Soundtrack) | Battlefield 3 (Original Video Game Soundtrack) | Battlefield 3 (Original Video Game Soundtrack) | Battlefield 3 (Original Video Game Soundtrack) |
| No                                             | Titre                                          | Durée                                          |                                                |                                                |                                                |                                                |                                                |                                                |                                                |
| ---------------------------------------------- | ---------------------------------------------- | ---------------------------------------------- | ---------------------------------------------- | ---------------------------------------------- | ---------------------------------------------- | ---------------------------------------------- | ---------------------------------------------- | ---------------------------------------------- | ---------------------------------------------- |
| 1.                                             | Battlefield 3 Main Theme                       | 1:56                                           |                                                |                                                |                                                |                                                |                                                |                                                |                                                |
| 2.                                             | Thunder Run                                    | 2:51                                           |                                                |                                                |                                                |                                                |                                                |                                                |                                                |
| 3.                                             | The Red Wire                                   | 0:33                                           |                                                |                                                |                                                |                                                |                                                |                                                |                                                |
| 4.                                             | Solomon's Theme                                | 2:51                                           |                                                |                                                |                                                |                                                |                                                |                                                |                                                |
| 5.                                             | Spark                                          | 0:43                                           |                                                |                                                |                                                |                                                |                                                |                                                |                                                |
| 6.                                             | Frostbite                                      | 0:49                                           |                                                |                                                |                                                |                                                |                                                |                                                |                                                |
| 7.                                             | The Death of Vladimir                          | 2:17                                           |                                                |                                                |                                                |                                                |                                                |                                                |                                                |
| 8.                                             | Fire From the Sky                              | 3:06                                           |                                                |                                                |                                                |                                                |                                                |                                                |                                                |
| 9.                                             | Kaffarov's Villa                               | 1:05                                           |                                                |                                                |                                                |                                                |                                                |                                                |                                                |
| 10.                                            | Operation Metro                                | 2:03                                           |                                                |                                                |                                                |                                                |                                                |                                                |                                                |
| 11.                                            | La Bourse                                      | 0:53                                           |                                                |                                                |                                                |                                                |                                                |                                                |                                                |
| 12.                                            | Tremors                                        | 2:04                                           |                                                |                                                |                                                |                                                |                                                |                                                |                                                |
| 13.                                            | Choked                                         | 2:15                                           |                                                |                                                |                                                |                                                |                                                |                                                |                                                |
| 14.                                            | Black Gold                                     | 1:23                                           |                                                |                                                |                                                |                                                |                                                |                                                |                                                |
| 15.                                            | The Great Destroyer                            | 2:22                                           |                                                |                                                |                                                |                                                |                                                |                                                |                                                |
| 16.                                            | Hunter's Point                                 | 0:54                                           |                                                |                                                |                                                |                                                |                                                |                                                |                                                |
| 17.                                            | Brawl                                          | 0:48                                           |                                                |                                                |                                                |                                                |                                                |                                                |                                                |
| 18.                                            | Interrogating Blackburn                        | 6:39                                           |                                                |                                                |                                                |                                                |                                                |                                                |                                                |
| 19.                                            | Battlefield 3 Dark Theme                       | 0:32                                           |                                                |                                                |                                                |                                                |                                                |                                                |                                                |
| 35:59                                          |                                                |                                                |                                                |                                                |                                                |                                                |                                                |                                                |                                                |

### Suite
Frank Gibeau, président d'Electronic Arts, a confirmé la volonté de l'entreprise de produire une suite lors d'une conférence à l'Université de Californie. L'information a été confirmée par un porte-parole d'EA auprès d'IGN.

Finalement Battlefield 4 sortira sur les consoles de huitième génération le 1er novembre 2013.

## Adaptation littéraire
Andy McNab et Peter Grimsdale ont écrit un roman dérivé du jeu et appelé Battlefield 3: The Russian, qui met en avant l'histoire à propos du commando russe de Dimitry Mayakovsky et son engagement contre le PLR. Andy McNab a aussi été consultant militaire pour le jeu. L'œuvre est sortie le 25 octobre 2011.

## Marketing et sortie
Battlefield 3 a été présenté le 3 février 2011 par le magazine GameInformer. Le 16 août 2011, le mode coopératif et une bande-annonce ont été présentés à la Gamescom 2011.
Une semaine avant la sortie du jeu, EA a sorti une bande-annonce montrant la variété des cartes disponibles dans le mode multijoueur, y compris des cartes incluses dans le contenu téléchargeable Back to Karkand. EA a également sorti une bande-annonce officielle de lancement montrant les différents missions du mode solo.
John Riccitiello, le chef de la direction d'EA, a déclaré que Battlefield 3 avait pour objectif de concurrencer la série Call of Duty. EA avait prévu de dépenser 100 000 000 dollars pour la campagne marketing de Battlefield 3. Electronic Arts a également déclaré que Battlefield 3 est « bien supérieur » à Call of Duty,. EA a également dit être offensif vis-à-vis du marketing pour Battlefield 3, en commençant la campagne assez tôt. Tous ceux qui ont visionné la bande-annonce du film Act of Valor sur le site officiel de Battlefield 3 ont reçu des dogtags à télécharger pour le jeu.

## Accueil et retour critique
En novembre 2011, un article de presse aborde la question des conséquences de la quasi-perfection visuelle et sonore de ce jeu vidéo : « tant de réalisme dans un jeu de guerre est presque dérangeant ... On ressent comme un mal-être. Pourquoi ? Parce que c’est trop, trop intense, trop proche du réel ... ».
À sa sortie, la vente du jeu est déclarée illégale en Iran pour avoir mis en scène un assaut américain contre Téhéran. Il s'agit du premier jeu officiellement interdit en Iran.

### Ventes
Le titre a été distribué à 10 millions d'exemplaires dans le monde pour son lancement, ce qui en fait l'un des 5 jeux les plus vendus de 2011. En mars 2012, Electronic Arts a annoncé avoir dépassé les 12 millions.
Aux États-Unis, il arrive en quatrième place des jeux les plus vendus de l'année 2011. Il est troisième au Royaume-Uni avec 1 186 895 exemplaires vendus en 2011 ce qui en fait également le onzième produit culturel le plus vendu de l'année.
Au Japon, le jeu s'est vendu à plus de 160 000 exemplaires en 2011 selon l'institut Famitsu/Enterbrain, ce qui en fait la troisième meilleure vente de l'année pour un jeu occidental.

## Contenus supplémentaires

### Back to Karkand
Le pack de contenu téléchargeable Back to Karkand, est sorti le 13 décembre 2011. Ce pack est gratuit pour les joueurs ayant pré-commandé l’édition limitée du jeu. Les autres joueurs doivent s'acquitter d'un coût de 15 euros.
Celui-ci comprend du contenu de Battlefield 2 retravaillé, à savoir: quatre cartes légendaires: Sharqi Peninsula, Gulf of Oman, Strike at Karkand et Wake Island, quatre véhicules supplémentaires, le BTR-90 IFV, le Véhicule d'Attaque Rapide (un buggy armé d'une .50), le Chargeur Compact (une pelleteuse) et l'avion de chasse américain F-35, 10 armes supplémentaires, 10 succès supplémentaires, 10 nouvelles plaques supplémentaires, et un nouveau mode de jeu: Conquête en Assaut.

### Close Quarters
Close Quarters est le deuxième pack d'extension du jeu.
Il contient quatre nouvelles cartes Scrapmetal, Donya Fortress, Ziba Tower et Operation 925 (traduction de Nine-Two-Five: de neuf heures à cinq heures → les heures de bureaux), 10 nouvelles armes, 10 nouvelles missions à terminer, cinq plaques, et deux nouveaux modes de jeu : Conquête & Domination et Maître d'arme.
Le pack est disponible pour les membres de Battlefield Premium, le 4 juin sur le système PlayStation 3 et à partir du 12 juin sur la console Xbox 360 et sur PC.
Pour tous les autres joueurs, il est disponible depuis le 19 juin sur PlayStation 3 et le 26 juin sur Xbox 360 et PC.

### Armored Kill
Armored Kill est le troisième pack d’extension de Battlefield 3 sorti en septembre 2012. Ce pack inclut les quatre plus grandes cartes de Battlefield: Armored Shield, Alborz Mountain, Bandar Desert (la plus grande carte de toute l'Histoire de Battlefield) et Death Valley, quatre nouveaux véhicules: le quad, les chasseurs de char Sprut-SD et M1128, et le AC-130 Spooky, une canonnière volante, 20 éléments à débloquer, 10 missions supplémentaires, cinq plaques et un nouveau mode de jeu : Supériorité écrasante.
Le pack est disponible pour les membres de Battlefield Premium, depuis le 4 septembre pour PS3 et le 11 septembre sur la console Xbox 360 et sur PC.

Pour tous les autres joueurs, il est disponible depuis le 18 septembre sur PlayStation 3 et le 25 septembre sur Xbox 360 et PC pour 14,99 €.

### Aftermath
Quatrième pack additionnel, celui-ci est sorti en décembre 2012. Situé à Téhéran après le tremblement de terre de la campagne solo, il est basé sur le combat urbain. Il propose quatre cartes urbaines (Talah Market, Epicenter, Azadi Palace et Markaz Monolith), une nouvelle arme (l'arbalète avec plusieurs types de carreaux) et trois véhicules modifiés : le Barsuk (un Vodnik modifié), le Phoenix (un Humvee modifié) et le Rhino (une camionnette transformée en transport de troupes).
Le pack est disponible pour les membres de Battlefield Premium, le 27 novembre pour PS3 et 4 décembre sur la console Xbox 360 et sur PC.
Pour tous les autres joueurs, il est disponible le 11 décembre sur PlayStation 3 et le 18 décembre sur Xbox 360 et PC pour 14,99 €.
Ce contenu a reçu la note de 4/10 dans Canard PC.

### End Game
End Game est la cinquième et dernière extension de Battlefield 3 et signe le retour du mode Supériorité aérienne et Capture du Drapeau de Battlefield 1943. End Game ajoute à l'arsenal du joueur 4 nouvelles cartes: Kiasar Railroad, Operation Riverside, Sabalan Pipeline et Nebandan Flats et 3 nouveaux véhicules : la motocross, les Jeeps AA: le Vodnik AA et le Humvee AA et le Dropship un AC-130 qui peut parachuter des troupes ou un LAV-25/BMP-2M en renfort.
Le pack est disponible pour les membres de Battlefield Premium, le 5 mars 2013 pour PS3 et 12 mars 2013 sur la console Xbox 360 et PC.

Pour tous les autres joueurs, il est disponible le 19 mars 2013 sur PlayStation 3 et le 26 mars 2013 sur Xbox 360 et PC pour 14,99 €.

## Battlefield 3 Premium
Battlefield 3 Premium est un service conçu pour les joueurs de Battlefield 3 qui désirent avoir accès aux packs d'extension, à des possibilités de personnalisation plus poussées et à des fonctionnalités en ligne avancées comme des plaques de soldats et le couteau ACB-90. Il est disponible depuis le 04 juin 2012 sur Xbox 360, PS3 et PC pour 49,99 euros.
Il inclut :
- les cinq packs d'extension (Voir section Contenus supplémentaires) avec un accès anticipé de deux semaines ;
- des éléments de gameplay exclusifs ;
- l'accès à de nouvelles fonctionnalités avancées ;
- des événements en ligne (comme les jours, Double XP) ;
- des conseils des développeurs de DICE.